# BWF International Challenge 2021
Die BWF International Challenge 2021 war die 15. Auflage der BWF International Challenge im Badminton. Durch die COVID-19-Pandemie fielen weiterhin mehrere Veranstaltungen aus.

## Turniere und Sieger
| Veranstaltung                   | Herreneinzel          | Dameneinzel          | Herrendoppel                                     | Damendoppel                          | Mixed                                     |
| ------------------------------- | --------------------- | -------------------- | ------------------------------------------------ | ------------------------------------ | ----------------------------------------- |
| Iran Fajr International         | nicht ausgetragen     | nicht ausgetragen    | nicht ausgetragen                                | nicht ausgetragen                    | nicht ausgetragen                         |
| Canadian International          | nicht ausgetragen     | nicht ausgetragen    | nicht ausgetragen                                | nicht ausgetragen                    | nicht ausgetragen                         |
| Austrian Open                   | nicht ausgetragen     | nicht ausgetragen    | nicht ausgetragen                                | nicht ausgetragen                    | nicht ausgetragen                         |
| Maldives International          | nicht ausgetragen     | nicht ausgetragen    | nicht ausgetragen                                | nicht ausgetragen                    | nicht ausgetragen                         |
| Polish Open                     | Ng Tze Yong           | Kristin Kuuba        | Man Wei Chong Tee Kai Wun                        | Bengisu Erçetin Nazlıcan İnci        | Choong Hon Jian Toh Ee Wei                |
| Osaka International             | nicht ausgetragen     | nicht ausgetragen    | nicht ausgetragen                                | nicht ausgetragen                    | nicht ausgetragen                         |
| Spanish International           | Pablo Abián           | Kisona Selvaduray    | Man Wei Chong Tee Kai Wun                        | Alyssa Tirtosentono Imke van der Aar | Tee Kai Wun Teoh Mei Xing                 |
| Vietnam International           | nicht ausgetragen     | nicht ausgetragen    | nicht ausgetragen                                | nicht ausgetragen                    | nicht ausgetragen                         |
| White Nights                    | nicht ausgetragen     | nicht ausgetragen    | nicht ausgetragen                                | nicht ausgetragen                    | nicht ausgetragen                         |
| Denmark Masters                 | Brian Yang            | Line Christophersen  | Daniel Lundgaard Mathias Thyrri                  | Amalie Magelund Freja Ravn           | Jeppe Bay Sara Lundgaard                  |
| Mexico International            | Luís Enrique Peñalver | Beatriz Corrales     | Job Castillo Luis Montoya                        | Clara Azurmendi Beatriz Corrales     | Vinson Chiu Jennie Gai                    |
| Bendigo International           | nicht ausgetragen     | nicht ausgetragen    | nicht ausgetragen                                | nicht ausgetragen                    | nicht ausgetragen                         |
| Mongolia International          | nicht ausgetragen     | nicht ausgetragen    | nicht ausgetragen                                | nicht ausgetragen                    | nicht ausgetragen                         |
| Dutch Open                      | Loh Kean Yew          | Kristin Kuuba        | Terry Hee Loh Kean Hean                          | Johanna Magnusson Clara Nistad       | Mikkel Mikkelsen Rikke S. Hansen          |
| India International             | Priyanshu Rajawat     | Anupama Upadhyaya    | Krishna Prasad Garaga Vishnuvardhan Goud Panjala | Treesa Jolly Gayathri Gopichand      | Ishaan Bhatnagar Tanisha Crasto           |
| Belgian International           | Ng Tze Yong           | Riko Gunji           | Pramudya Kusumawardana Yeremia Rambitan          | Rin Iwanaga Kie Nakanishi            | Hiroki Midorikawa Natsu Saito             |
| Lagos International             | nicht ausgetragen     | nicht ausgetragen    | nicht ausgetragen                                | nicht ausgetragen                    | nicht ausgetragen                         |
| Malaysia International          | nicht ausgetragen     | nicht ausgetragen    | nicht ausgetragen                                | nicht ausgetragen                    | nicht ausgetragen                         |
| Irish Open                      | Yeoh Seng Zoe         | Hsu Wen-chi          | Man Wei Chong Tee Kai Wun                        | Debora Jille Cheryl Seinen           | Robin Tabeling Selena Piek                |
| Bahrain International Challenge | Ikhsan Rumbay         | Lauren Lam           | Raymond Indra Daniel Edgar Marvino               | Yeung Nga Ting Yeung Pui Lam         | Law Cheuk Him Yeung Nga Ting              |
| Scottish Open                   | Ng Tze Yong           | Hsu Wen-chi          | Christopher Grimley Matthew Grimley              | Rachel Honderich Kristen Tsai        | Callum Hemming Jessica Pugh               |
| Welsh International             | Arnaud Merklé         | Hsu Wen-chi          | Kim Gi-jung Kim Sa-rang                          | Margot Lambert Anne Tran             | William Villeger Anne Tran                |
| Bangladesh International        | Abhishek Saini        | Putri Kusuma Wardani | Sachin Dias Buwenaka Goonethileka                | Mehreen Riza Arathi Sara Sunil       | Sachin Dias Kavindi Ishandika Sirimannage |
| Indonesia International         | nicht ausgetragen     | nicht ausgetragen    | nicht ausgetragen                                | nicht ausgetragen                    | nicht ausgetragen                         |